# Baikiaea
Baikiaea is een geslacht uit de vlinderbloemenfamilie (Fabaceae). De soorten komen voor in tropisch en zuidelijk Afrika.

## Soorten
- Baikiaea ghesquiereana J.Léonard
- Baikiaea insignis Benth.
- Baikiaea plurijuga Harms
- Baikiaea robynsii Ghesq. ex Laing
- Baikiaea suzannae Ghesq.
- Baikiaea zenkeri Harms